# Gusow-Platkow
Gusow-Platkow là một đô thị ở huyện Märkisch-Oderland, bang Brandenburg, Đức. Đô thị này có diện tích 37,88 km², dân số thời điểm 31 tháng 12 năm 2006 là 1384 người.